# Bistum Carora
Das Bistum Carora (lat.: Dioecesis Carorensis) ist eine in Venezuela gelegene römisch-katholische Diözese mit Sitz in Carora. Es umfasst einen Teil des Bundesstaates Lara.

## Geschichte
Papst Johannes Paul II. gründete das Bistum am 25. Juli 1992 mit der Apostolischen Konstitution Certiori christifidelium aus Gebietsabtretungen des Erzbistums Barquisimeto, dem es als Suffragandiözese unterstellt wurde. 

## Bischöfe von Carora
- Eduardo Herrera Riera, 5. Juli 1994–5. Dezember 2003
- Ulises Antonio Gutiérrez Reyes OdeM, 5. Dezember 2003–27. August 2011, dann Erzbischof von Ciudad Bolívar
- Luis Armando Tineo Rivera, 23. Juli 2013–23. Juni 2020
- Carlos Enrique Curiel Herrera SchP, seit 30. März 2021